# Nuoto ai campionati europei di nuoto 2024 - 400 metri misti maschili
La gara degli 400 metri misti maschili dei campionati europei di nuoto 2024 si è svolta il 17 giugno 2024 presso il Centro Sportivo Milan Gale Muškatirović di Belgrado.

## Podio
| Pos.    | Atleta               | Nazione  |
| ------- | -------------------- | -------- |
| Oro     | Apostolos Papastamos | Grecia   |
| Argento | Balázs Holló         | Ungheria |
| Bronzo  | Gabor Zombori        | Ungheria |

## Record
Prima della manifestazione il record del mondo (RM) e il record dei campionati (RC) erano i seguenti.
|  | 4'02"50 | Léon Marchand | 23 luglio 2023 Fukuoka  |
|  | 4'02"50 | Léon Marchand | 23 luglio 2023 Fukuoka  |
|  | 4'09"59 | László Cseh   | 24 marzo 2008 Eindhoven |

Durante la competizione non sono stati migliorati record.

## Programma
| Data           | Ora   | Turno    |
| -------------- | ----- | -------- |
| 17 giugno 2024 | 9:30  | Batterie |
| 17 giugno 2024 | 18:46 | Finale   |

## Risultati

### Batterie
| Pos. | Batteria | Corsia | Atleta                | Nazionalità | Tempo       | Note |
| ---- | -------- | ------ | --------------------- | ----------- | ----------- | ---- |
| 1    | 1        | 4      | Balázs Holló          | Ungheria    | 4'12"46     | Q    |
| 2    | 2        | 4      | Gábor Zombori         | Ungheria    | 4'13"75     | Q    |
| 3    | 1        | 5      | Dominik Török         | Ungheria    | 4'14"76     |      |
| 4    | 2        | 3      | Zalán Sarkany         | Ungheria    | 4'15"16     |      |
| 5    | 2        | 5      | Apostolos Papastamos  | Grecia      | 4'15"97     | Q    |
| 6    | 2        | 2      | Marius Toscan         | Svizzera    | 4'18"91     | Q    |
| 7    | 2        | 6      | Daniil Giourtzidis    | Grecia      | 4'19"11     | Q    |
| 8    | 1        | 7      | Juraj Barcot          | Croazia     | 4'20"96     | Q    |
| 9    | 1        | 3      | Richárd Nagy          | Slovacchia  | 4'21"39     | Q    |
| 10   | 2        | 8      | Heorhii Lukashev      | Ucraina     | 4'21"82     | Q    |
| 11   | 1        | 6      | Vasileios Sofikitis   | Grecia      | 4'21"89     |      |
| 12   | 1        | 8      | Krzysztof Chmielewski | Polonia     | 4'21"91     |      |
| 13   | 2        | 7      | Oleksii Hrabarov      | Ucraina     | 4'23"03     |      |
| 14   | 1        | 0      | Anže Ferš Eržen       | Slovenia    | 4'23"63     |      |
| 15   | 1        | 2      | Michal Judickij       | Rep. Ceca   | 4'25"06     |      |
| 16   | 2        | 1      | Jakub Bursa           | Rep. Ceca   | 4'25"74     |      |
| 17   | 1        | 9      | Moritz Baumgartner    | Austria     | 4'26"36     |      |
| 18   | 2        | 0      | Finn Wendland         | Germania    | 4'27"69     |      |
| 19   | 2        | 9      | Noah Zemansky         | Austria     | 4'28"96     |      |
| DNS  | 1        | 1      | Eitan Ben Shitrit     | Israele     | Non partito |      |

### Finale
| Pos.    | Corsia | Atleta               | Nazionalità | Tempo   | Note |
| ------- | ------ | -------------------- | ----------- | ------- | ---- |
| Oro     | 3      | Apostolos Papastamos | Grecia      | 4'10"83 |      |
| Argento | 4      | Balázs Holló         | Ungheria    | 4'11"51 |      |
| Bronzo  | 5      | Gábor Zombori        | Ungheria    | 4'11"70 |      |
| 4       | 2      | Daniil Giourtzidis   | Grecia      | 4'16"64 |      |
| 5       | 6      | Marius Toscan        | Svizzera    | 4'17"51 |      |
| 6       | 8      | Heorhii Lukashev     | Ucraina     | 4'21"20 |      |
| 7       | 7      | Juraj Barcot         | Croazia     | 4'21"52 |      |
| 8       | 1      | Richárd Nagy         | Slovacchia  | 4'22"14 |      |